# Pistó
|  | Per a altres significats, vegeu «Pistó (escultor)». |

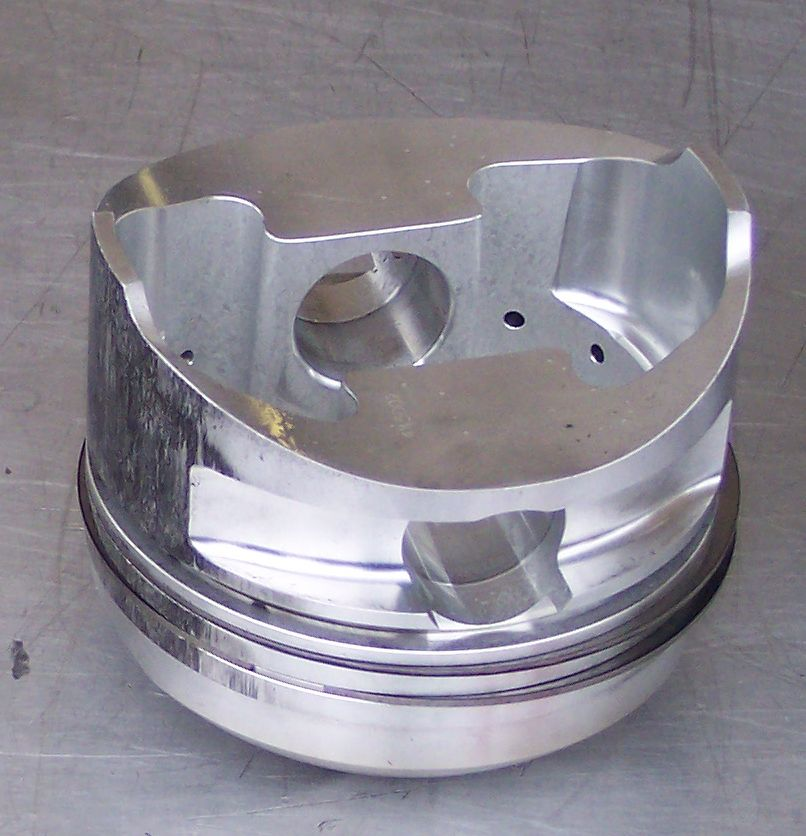
Foto d'un pistó vist des de la part inferior.

Un pistó és un element en principi cilíndric, que podria ser de qualsevol material, però sol ser de metall, que consta de dues peces, un èmbol que es mou en un moviment alternatiu rectilini i una camisa o guia a la qual es mou. Aquesta segona peça en realitat és una cavitat que pot estar integrada en una peça diferent. Forma part del sistema pistó-biela-manovella que serveix per a transformar moviments rectilinis en rotatius i al revés.
En un motor d'explosió d'automòbil, el pistó s'anomena tradicionalment cilindre, i és una peça cilíndrica d'acer, que es mou perquè a l'extrem de la camisa hom tira periòdicament combustible (gasolina), comburent (aire) i una guspira provocada per una bugia, que provoquen una explosió controlada que empeny l'èmbol del pistó lluny, és a dir, que el mou. Aquest moviment serà transmès al cigonyal. Els pistons estan situats alternats al cigonyal, de manera que els que són empentats cap a fora empenyen els altres cap en dins, i després aquests que han quedat més al fons seran els que empenyin els anteriors un altre cop en dins. Això ocorre en motors que es diuen alternatius o, més formalment, de moviment alternatiu. Al cap de cada pistó, a més de les entrades d'aire i combustible, la sortida d'aire barrejat producte de la combustió, i la bugia, posseeix unes ranures on s'acoblen els segments de compressió i el de lubricació. El lubricant serveix per a disminuir la força de fregament de l'èmbol dins de la camisa. A l'extrem oposat, el pistó té un orifici on s'allotja el buló que enllaça el pistó amb la biela.
Alguns tipus de vàlvules com les lineals de moviment alternatiu tenen pistons o èmbols com a element mòbil que s'encarrega de modificar els paràmetres comuns, com ara el volum o la pressió d'un fluid.